# University of Cambridge
Cambridge Universitet (engelsk: University of Cambridge og Cambridge University) (The Chancellor, Masters, and Scholars of the University of Cambridge) ligger i byen Cambridge i England og er det ældste universitet efter Oxford i den engelsktalende verden. Det er et af de førende universiteter i verden.
Cambridge Universitet er et af de mest prestigefyldte universiteter i verden og ligger i top-5 over de bedste universiteter: nu kun overgået af Oxford university, ifølge World University Ranking's analyse.
Universitetet driver otte kulturelle og videnskabelige museer inklusive Fitzwilliam Museum og Cambridge University Botanic Garden. Cambridges 116 biblioteker har sammenlagt omkring 16 millioner bøger, hvoraf omkring ni millioner på Cambridge University Library, der har pligtaflevering og er et af verdens største universitetsbiblioteker. Alumni, ansatte og tilknyttede personer fra Cambridge har vundet 121 Nobelpriser. Blandt universitetets notable alumni er 194 OL-vindende atleter og adskillige historiske, ikoniske eller vigtige personer inden for deres felter inklusive Francis Bacon, Lord Byron, Oliver Cromwell, Charles Darwin, John Harvard, Stephen Hawking, John Maynard Keynes, John Milton, Vladimir Nabokov, Jawaharlal Nehru, Isaac Newton, Sylvia Plath, Bertrand Russell, Alan Turing, Ludwig Wittgenstein og andre.

## Historie/Dannelsen
Universitetet blev oprettet i 1209 af lærde og masters, der flygtede fra Oxford pga. stridigheder med byfolkene. I 1226 havde de studerende og masters organiseret sig, tilbød regelmæssige studieforløb og havde valgt en kansler (rektor) til at lede dem. Henry III gav de lærde sin støtte allerede i 1231. Han besluttede, at kun studerende, der studerede under en anerkendt mester, måtte studere i Cambridge.

## Historie
En uddannelse bestod ofte af grammatik, logik, retorik, matematik, musik, geometri og astronomi. Eksamen var mundtlige disputationer eller debatter. De fleste masters var præster. Regler for adfærd og tildeling af grader blev ikke vedtaget af en lovgivende forsamling før midten af 1300-tallet. I midten af det 15. århundrede havde universitetets rektor overtaget meget af den myndighed, som tidligere tilhørte bispen af Ely, og behandlede sager om disciplin og moral. Rektor oprettede også en sekulær domstol for lærde for sager om mindre forbrydelser.
Ligesom Oxford oplevede Cambridge problemer mellem borgere og stipendiater. Både Oxford og Cambridge var beskyttet af unikke rettigheder og privilegier. Universiteterne havde ret til at håndhæve love, der f.eks. regulerede kvaliteten af brød og ale, der sælges i byen, og til at overvåge priser for mad, vokslys mm.
I 1381 førte spændingen mellem by og universitet til vold, og der var angreb på universitetsejendomme i hele Cambridge by. Resultatetet var, at rektor fik endnu mere civil myndighed som ret til at rejse retssager som følge af handel og markedskonflikter. Universitetet bevarede mange af disse rettigheder og privilegier til det 19. århundrede.
Fra det 13. århundrede blev private undervisningsinstitutioner etableret (forløberne for dagens kollegier); de fleste med få masters og studerende. Peterhouse (1284) var det første college, og andre fulgte snart efter. De blev grundlagt i løbet af de seneste 700 år af bl.a. konger, dronninger, adelsmænd, biskopper eller velhavende borgere og altså ikke af universitetet som helhed. Under indflydelse af rektor John Fisher (1509-35) tiltrak universitetet forskere som Erasmus, der hjalp med at fremme klassiske studier, religiøse debatter og reformer, som karakteriserede omvæltningerne i den engelske reformation.
Flere af de dominerede kollegier blev grundlagt i årene efter opløsningen af klostrene, som var de primære bygninger. Emmanuel College overtog f.eks. bygningerne efter Dominikanerorden. Ændringen fra religiøs til verdslig form blev tydelig, da Henry VIII forbød studiet af Kanonisk ret (Kirkeretten). Han oprettede professorater i græsk, guddommelighed, hebraisk, fysik og civilret. Gennem århundrederne der fulgte, prøvede monarker og regeringer at påvirke de kurser, der blev undervist i, og universitetet var endda tvunget til at tildele grader til medlemmer af hoffet. En kongelig bevilling i 1534 gav universitetet ret til at udgive bøger, men denne ret blev kun sjældent udøvet før slutningen af 1600-tallet. Fra 1690'erne havde Cambridge Universitetstryk status som et akademisk forlag. Det havde også monopol på Bibeludgivelse, et monopol som Cambridge delte med Oxford.

## Cambridge University
Cambridge University består af 31 kollegier (colleges). Mange er nogle af de smukkeste bygninger i verden.
De ældste kollegier er bygget som klostre med søjlegange mod en stor indre gård (first court), med en stor spisesal (formal hall) og eget kapel. Indgangen går gennem et portnerhus (porter's lodge). Et college er først og fremmest privat, hvor studerende bor og lærere/masters og professorer arbejder, men i de fleste tilfælde må gæster gå gennem den indre gård og besøge kapellet eller biblioteket.
University of Cambridge er det næstældste universitet i den engelsktalende verden - efter Oxford - og det er et af de mest anerkendte i verden. Universiteterne Oxford og Cambridge, som har en mange hundrede år gammel tradition for indbyrdes strid, kaldes under et Oxbridge. Cambridge har produceret et imponerende antal videnskabsmænd, forfattere og politikere. Ja, forholdsvis flere end "det andet sted". 107 Nobelprismodtagere, mere end noget andet universitet i verden (32 i fysik, 26 i medicin, 25 i kemi, 11 i økonomi, tre i litteratur og to i fred).Trinity College har 33 nobelpristagere flere end alle kollegier i Cambridge.
Sidst i 1800-tallet begyndte radikale ændringer i Cambridge University. De vigtigste var oprettelse af kollegier for kvinder, Girton college (fra 1869) og Newnham college (fra 1872). Det var dog først i 1882, at det blev det muligt for kvindelige studerende at indstille sig til eksamen. Hvis de bestod, fik de et certifikat - men ikke en universitetsgrad. Det skete først efter, at kvinderne fik adgang til at følge de samme forelæsninger som de mandlige studerende. Det var først i 1947, at kvinder og mænd fik de samme "gradsprivilegier". De mandlige lærere fik mulighed for at gifte sig og stifte familie, og der kom nye beboelser, som kunne imødekomme de nye tider. Omkring 1980 begyndte de gamle colleges at acceptere kvindelige studerende. Det sidste, som overgav sig, var Magdalene college, i 1988. Girton college, som i begyndelsen var et kvindecollege, havde tilladt mænd fra 1979.
Udover de 31 colleges omfatter universitetet også kirken, Great St. Mary's fra 1400-tallet; denne store og overordentlig smukke kirke er både universitetskirke og sognekirke. Lige over for kirken ligger "Senate House" bygget af James Gibbs 1722-1730. Bygningen anvendes til store begivenheder som gradueringen.

## De 31 Colleges på Cambridge University
1. Christ's
2. Churchill
3. Clare
4. Clare Hall
5. Corpus Christi
6. Darwin
7. Downing
8. Emmanuel
9. Fitzwilliam
10. Girton
11. Gonville & Caius
12. Homerton
13. Hughes Hall
14. Jesus
15. King's
16. Lucy Cavendish
17. Magdalene
18. Murray Edwards
19. Newnham
20. Pembroke
21. Peterhouse
22. Queens'
23. Robinson
24. Selwyn
25. Sidney Sussex
26. St Catharine's
27. St Edmund's
28. St John's
29. Trinity
30. Trinity Hall
31. Wolfson